# Bélus
Bélus település Franciaországban, Landes megyében. Lakosainak száma 616 fő (2022. január 1.). Bélus Cagnotte, Orthevielle, Peyrehorade és Saint-Lon-les-Mines községekkel határos.

## Népesség
A település népességének változása:
| Lakosok száma | 445  | 416  | 400  | 566  | 615  | 611  | 602  | 604  | 605  | 616  |
|               | 1968 | 1982 | 1990 | 2006 | 2013 | 2015 | 2017 | 2019 | 2020 | 2022 |